# Iraota pandara
Iraota pandara är en fjärilsart som beskrevs av Hans Fruhstorfer 1907. Iraota pandara ingår i släktet Iraota och familjen juvelvingar. Inga underarter finns listade i Catalogue of Life.